# Morire per la patria
Morire per la patria è il terzo album in studio della band italiana Fuzz Orchestra.

## Il disco
Le registrazioni hanno avuto luogo presso Cascina Torchiera e M24 Studio a Milano nel settembre 2012. Il missaggio è stato effettuato presso i Vacuum Studio di Bologna nell'ottobre 2012. Infine il mastering è stato effettuato presso i Plotkinworks di Filadelfia (USA) nel novembre 2012.

## Tracce
1. Sangue – 4:01
2. La proprietà – 2:53
3. Il paese incantato – 6:20
4. Svegliati e uccidi – 5:32
5. Viene il vento – 3:25
6. In verità vi dico – 5:44
7. Morire per la patria – 4:51

## Formazione

### Gruppo
- Luca Ciffo – chitarra e voce
- Fabio Ferrario – noise, tastiere
- Paolo Mongardi – batteria

### Ospiti
- Dario Ciffo – violino (traccia 2)
- Xabier Iriondo – chitarra (traccia 5)
- Enrico Gabrielli – sassofono (traccia 3), voce, flauto, clarinetto basso (traccia 6)
- Edoardo Ricci – sassofono (traccia 5)

### Produzione
- Bruno Germano – missaggio
- James Plotkin – mastering
- Paolo Mongardi – fotografia
- Fabio Ferrario – copertina
- Francesca Colavolpe – copertina